# National Gallery of Ireland
National Gallery of Ireland (irl. Gailearaí Náisiúnta na hÉireann, pol. Irlandzka Galeria Narodowa) – irlandzkie muzeum sztuki w Dublinie, założone w roku 1854, otwarte dla publiczności 30 stycznia 1864 r. Zbiory muzeum skoncentrowane są na sztuce irlandzkiej, ale obejmują również dzieła głównych szkół malarstwa europejskiego. Muzeum swoje zbiory zawdzięcza licznym darczyńcom, w tym George’owi Bernardowi Shaw, który ofiarował jedną trzecią swojego majątku na rzecz muzeum. Na zbiory National Gallery of Ireland składa się ok. 15 000 eksponatów obejmujących 700 lat historii sztuki, reprezentowanej przez obrazy, grafikę i rzeźbę.

## Historia

### XIX w.
W czerwcu 1852 r. stowarzyszenie Royal Dublin Society zorganizowało w swojej siedzibie w Lawn Leinster w Dublinie wystawę dzieł sztuki. W jej przygotowaniu (od strony finansowej) wziął też udział założyciel irlandzkiej sieci kolejowej, William Dargan. Za wzór wybrał on Wielką Wystawę światową, jaka miała miejsce rok wcześniej w Kryształowym Pałacu w Londynie. 12 maja 1853 roku wystawa została otwarta. Mieściła się ona w kilku pawilonach, za których zaprojektowanie architekt John Benson otrzymał tytuł szlachecki. Entuzjastyczna reakcja publiczności odwiedzającej wystawę była wyrazem zainteresowania jej sztuką, odzwierciedlała też chęć zorganizowania stałej kolekcji publicznej, do której powstania również miał przyczynić się Dargan.
Po sukcesie wystawy powołano do życia dwa komitety: Dargana i Irish Institution, aby promować utworzenie Galerii Narodowej w Dublinie. W listopadzie 1853 r. Irish Institution zaproponowała cztery możliwe lokalizacje przyszłej galerii w tym jedną w sąsiedztwie Leinster Lawn.
W 1854 r. ustawą Parlamentu Brytyjskiego powołano do życia National Gallery.
Najbliższe dziesięć lat poświęcono kampanii na rzecz zbierania funduszy na sfinansowanie nowego budynku galerii, który został zaprojektowany przez Francisa Fowke. Warunkiem, jaki postawiono architektowi, był wymóg, iż jego wygląd zewnętrzny nowego gmachu miał stanowić replikę siedziby Natural History Museum. Jednocześnie Irish Institution kontynuowała organizowanie wystaw aż do momentu swego rozwiązania w 1860 roku. 30 stycznia 1864 r. hrabia Carlisle oficjalnie otworzył National Gallery of Ireland (obecne skrzydło Dargana z wejściem od Merrion Square). Kolekcja składała się tylko ze 112 obrazów, w tym 39 zakupionych w Rzymie w roku 1856 i 30 wypożyczonych z innych placówek, w tym z londyńskiej National Gallery.
Mniej więcej w tym samym czasie Henry Vaughan przekazał na rzecz nowo otwartej galerii kolekcję akwarel Williama Turnera z zastrzeżeniem, iż ma ona być eksponowana tylko w styczniu, a to w celu zabezpieczenia jej przed niszczącym wpływem światła słonecznego. Pomimo iż dzisiejsza technologia niweluje ten wpływ, National Gallery nadal stosuje się do zaleceń Vaughana.
W 1866 r. ustanowiona została roczna dotacja w wysokości 1000 funtów na zakup obrazów. Nowo powstała instytucja budowała swoje zbiory nie tylko w drodze zakupu, ale też zapisów i darowizn.

### XX i XXI w.
W 1901 roku hrabina Milltown przekazała galerii w darze ze swego domu w Russborough ponad 200 obrazów, a także kolekcję sreber, mebli oraz książek z własnej biblioteki. Wielkość tego daru spowodowała konieczność rozbudowy galerii. Po darowiźnie hrabiny Milltown nastąpiły kolejne zapisy i darowizny, którym National Gallery zawdzięcza swój obecny stan posiadania. Istotną darowizną było przekazanie przez kolekcjonera Hugh Lane’a dużego zbioru obrazów i ustanowienie fundacji Lane Fund, dzięki której National Gallery dokonuje zakupu dzieł sztuki aż do dziś. Kolejny ważny zapis na rzecz galerii uczynił George Bernard Shaw przekazując na jej rzecz jedną trzecią swojego majątku.
W 1968 r. do galerii dobudowano nowe skrzydło według projektu Franka DuBerry. Nosi ono dziś nazwę Beit Wing, na cześć Alfreda Beita i jego małżonki, którzy w 1987 r. podarowali National Gallery 17 obrazów starych mistrzów, w tym płótna Velazqueza, Murillo, Steena, Vermeera i Raeburna.
W 1978 r. National Gallery otrzymała od rządu irlandzkiego obrazy przekazane w darze narodowi przez milionera Alfreda Chestera Beatty, a w 1987 r. darowiznę Sweeney, na którą składało się 14 dzieł sztuki, w tym obrazy Picassa i Jacka Butlera Yeatsa.
W 1993 r. Galeria znalazła się w centrum międzynarodowej uwagi po tym, jak w domu jezuitów Jesuit House of Study w Dublinie odkryto obraz Caravaggia Pojmanie Chrystusa, znany dotychczas z kopii i długo uważany za zagubiony lub zniszczony. Obraz pozostaje w galerii na zasadzie bezterminowego wypożyczenia od jezuitów.

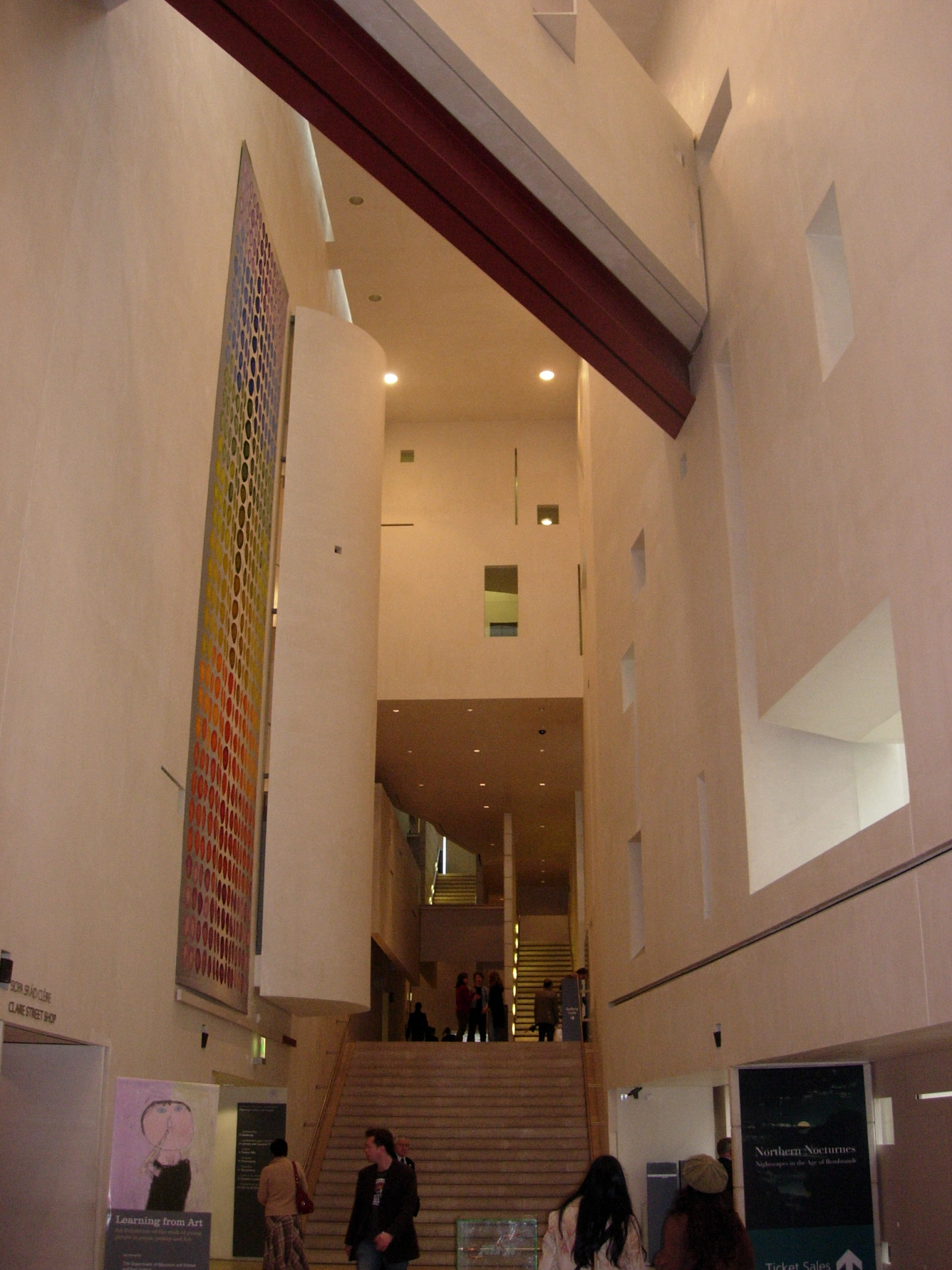
Millenium Wing

W 1990 i 1996 roku National Gallery zakupiła grunty pod kolejną rozbudowę swej siedziby. Na gruntach tych zbudowano i oddano do użytku w styczniu 2002 r. budynek Millennium Wing, zaprojektowany przez londyńską spółkę architektoniczną Benson & Forsyth. W budynku tym zbudowano drugie wejście do galerii, od strony Clare Street.
W styczniu 2013 roku irlandzki Minister Sztuki i Dziedzictwa narodowego Jimmy Deenihan i przewodnicząca rady nadzorczej National Gallery, Olive Braiden zapowiedzieli zaplanowaną na trzy lata modernizację galerii, najważniejszą od czasu jej otwarcia, w efekcie której galeria ma pod koniec roku 2015 osiągnąć poziom światowy. Na ten cel wyasygnowano kwotę 20 milionów euro; większość tej sumy wyłoży państwo irlandzkie, a resztę National Gallery. W trakcie prac modernizacyjnych zainstalowana zostanie nowoczesna klimatyzacja oraz system ogrzewania, oświetlenia i bezpieczeństwa. Kompletnie odnowione zostaną przede wszystkim zabytkowe budynki galerii, Dargan Wing i Milltown Wing. Udostępnione do zwiedzania zostaną pewne pomieszczenia z epoki wiktoriańskiej, wcześniej niedostępne dla ogółu.

## Zbiory
W kolekcji National Gallery znajduje się ok. 15 000 obrazów, rzeźb, grafik i innych dzieł sztuki pochodzących z okresu od XIII do połowy XX w. W kolekcji znajduje się najbardziej kompleksowy w skali światowej zbiór sztuki irlandzkiej oraz prace artystów reprezentujących główne szkoły malarstwa europejskiego.

### Malarstwo irlandzkie

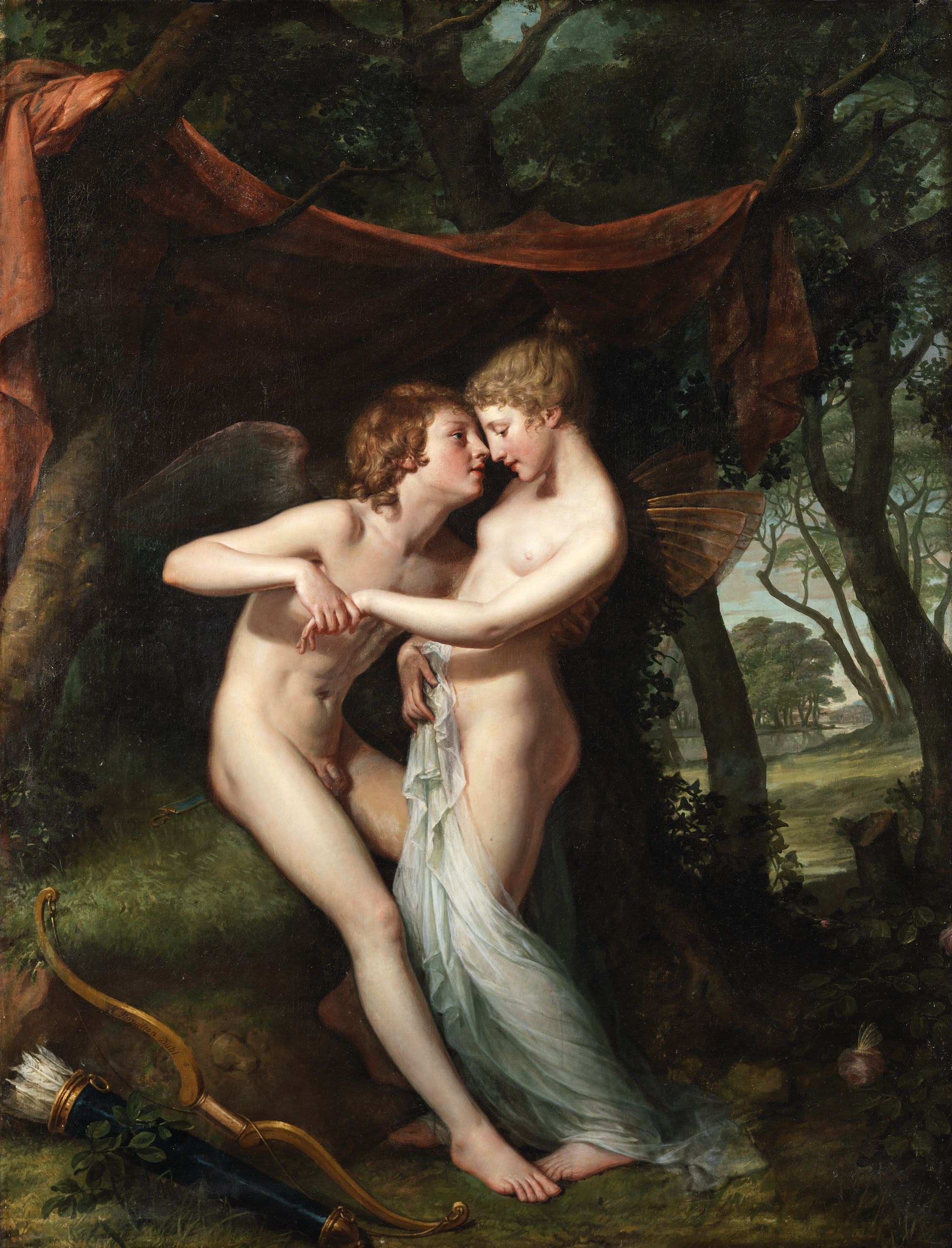
Hugh Douglas Hamilton, Kupidyn i Psyche w weselnej altance, 1792–1793

Zbiory malarstwa irlandzkiego to największa i najbogatsza część kolekcji National Gallery, a zarazem największy i najbardziej kompleksowy zbiór sztuki irlandzkiej na świecie.
Tradycja malarstwa sztalugowego w Irlandii zapoczątkowana została w pierwszych latach XVII w., kiedy to James Butler, 1. książę Ormonde, zaprosił artystów do Irlandii, żeby malowali portrety, starając się stworzyć rodzimą szkołę. Inicjatywa ta doprowadziła do utworzenia w 1740 stowarzyszenia Royal Dublin Society. Prowadzone przez nie szkoły wykształciły nowe pokolenie artystów, którzy zyskali zainteresowanie wyrafinowanej klienteli malując na jej zlecenie portrety i pejzaże. W zbiorach National Gallery znajdują się znaczące dzieła wybitnych twórców tego okresu: Jamesa Lathama, Stephena Slaughtera, Nathaniela Hone’a starszego, Jamesa Barry’ego i Hugh Douglasa Hamiltona. Chęć zaistnienia na szerszym rynku sztuki skłoniła wielu utalentowanych artystów irlandzkich do przeniesienia się do Londynu; dwaj spośród nich, George Barret i Nathaniel Hone starszy, stali się członkami–założycielami Royal Academy of Arts. Trend ten utrzymał się w XIX w., kiedy tacy artyści, jak Francis Danby i Daniel Maclise odnieśli sukcesy w Anglii. Akty Unii z 1800 zmieniły charakter mecenatu, a artyści zostali zmuszeni do poszukiwania nowych dróg robienia kariery. Najbardziej skuteczną inicjatywą w tym zakresie była założenie Royal Hibernian Academy w 1823.
W drugiej połowie XIX w. Nathaniel Hone młodszy był jednym z pierwszych irlandzkich artystów młodego pokolenia, którzy wyjechali do Francji, aby poszerzyć swoją edukację artystyczną. W jego ślady poszli następnie: Walter Osborne, Frank O’Meara, William Leech, Roderic O’Conor i inni, którzy przyłączyli się do kolonii artystycznych w Bretanii i Barbizon. Jeden z artystów tej grupy, John Lavery zrobił karierę jako portrecista w Londynie. Założenie Metropolitan School of Art (później National College of Art and Design) w Dublinie stworzyło instytucjonalne podstawy edukacji artystycznej w ówczesnej Irlandii. Najbardziej znanym uczniem szkoły był William Orpen, który wywarł wpływ na nowe pokolenia artystów (m.in. Sean Keating, Leo Whelan i Margaret Clarke).
Przełom XIX i XX w. to zainteresowanie artystów folklorem irlandzkim, zagadnieniami politycznymi i społecznymi (George William Russell i Seán Keating). Jack Butler Yeats uważany jest za pierwszego irlandzkiego malarza nowoczesnego, który zdobył międzynarodowe uznanie. Namalowane przez niego obrazy przedstawiają życie w zachodniej Irlandii na początku XX w. Tendencje modernistyczne w malarstwie irlandzkim reprezentują płótna Mainie Jellett i Evie Hone, malujących w paryskich pracowniach André Lhote’a i Alberta Gleizesa.

### Malarstwo brytyjskie i amerykańskie

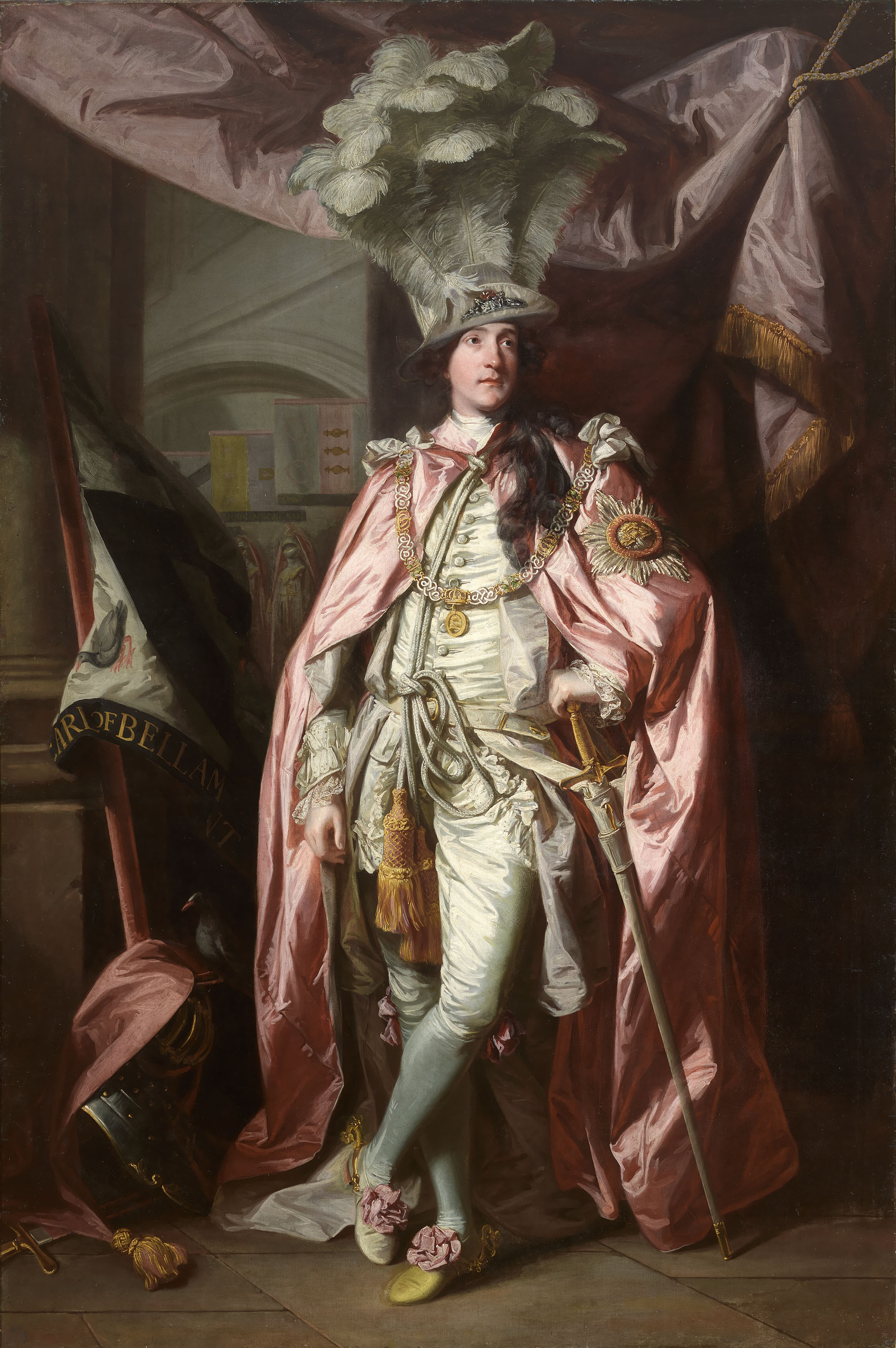
Joshua Reynolds, Charles Coote, 1. książę Bellamont, 1776

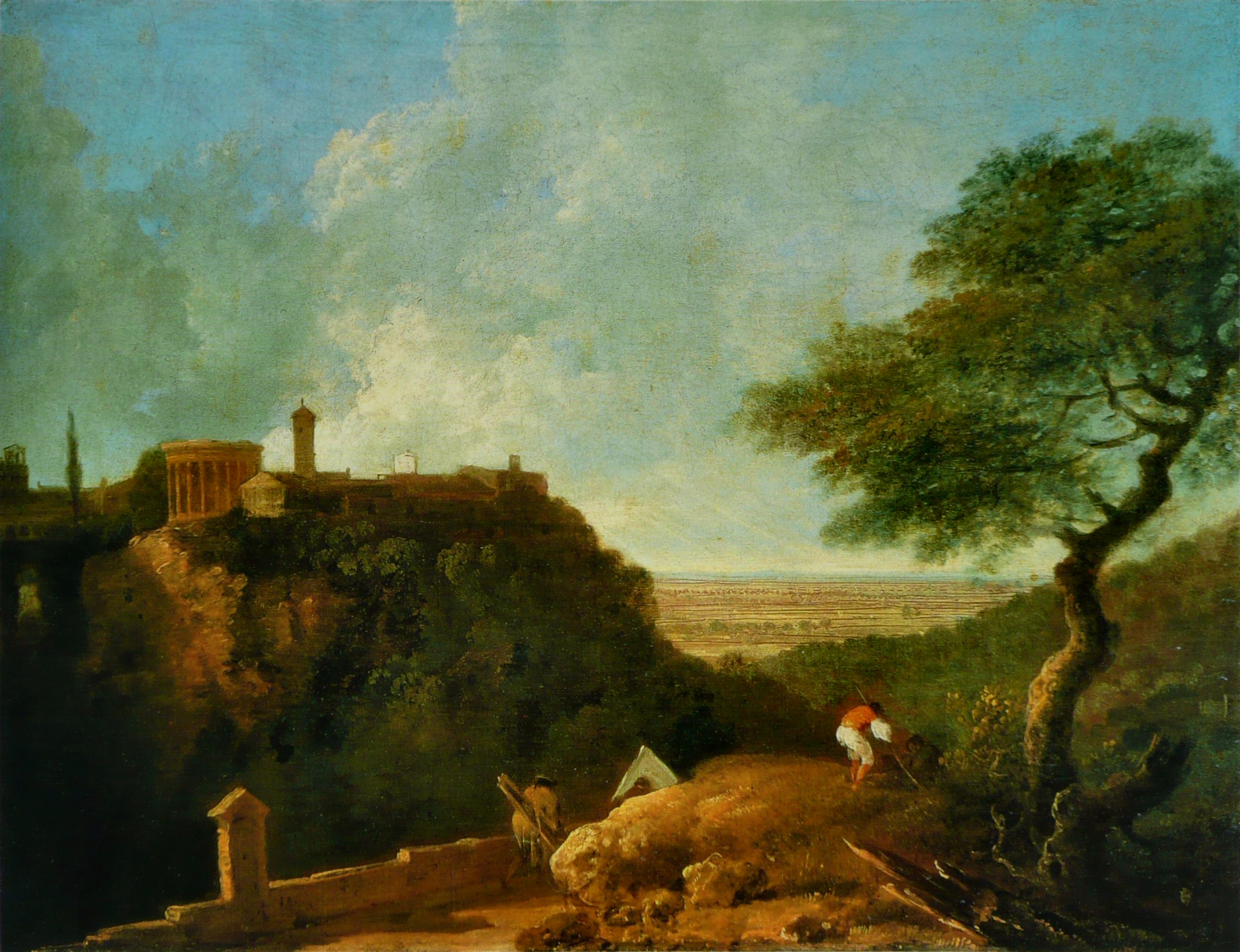
Richard Wilson, Tivoli, świątynia Sybilli i wieś, 1752

Kolekcja malarstwa brytyjskiego w National Gallery obejmuje okres od epoki Tudorów do czasów współczesnych, ze szczególnym naciskiem na sztukę XVIII w. Dominującą formą sztuki w Wielkiej Brytanii były portrety. Osiągnęły one swoje apogeum w XVIII w. w pracach Joshuy Reynoldsa, który malując je czerpał inspiracje z mitologii, literatury i historii sztuki. Tworzył wielkich rozmiarów wizerunki, jak ekstrawagancki portret Charlesa Coote’a, 1. księcia Bellamont. Po Reynoldsie najmodniejszym portrecistą swojego pokolenia stał się Thomas Lawrence, a urodzona w Szwajcarii Angelika Kauffmann była czołową przedstawicielką malarstwa kobiecego swojej epoki.
Rosnąca klasa średnia XVIII stulecia wykreowała popyt na portrety. Jej patronat doprowadził do powstania nowego gatunku portretu rodzajowego, w którym celowali: William Hogarth, Johann Zoffany i Henry Raeburn. Thomas Gainsborough tworzył portrety społeczeństwa i przedstawienia postaci na tle wiejskiego krajobrazu.
W malarstwie pejzażowym wyspecjalizował się Richard Wilson. Namalowane przez niego widoki Tivoli wywarły wpływ na późniejszych pejzażystów: Johna Constable’a i Williama Turnera.
Malarstwo amerykańskie w zbiorach National Gallery reprezentuje znany z eleganckich portretów John Singer Sargent.

### Malarstwo francuskie

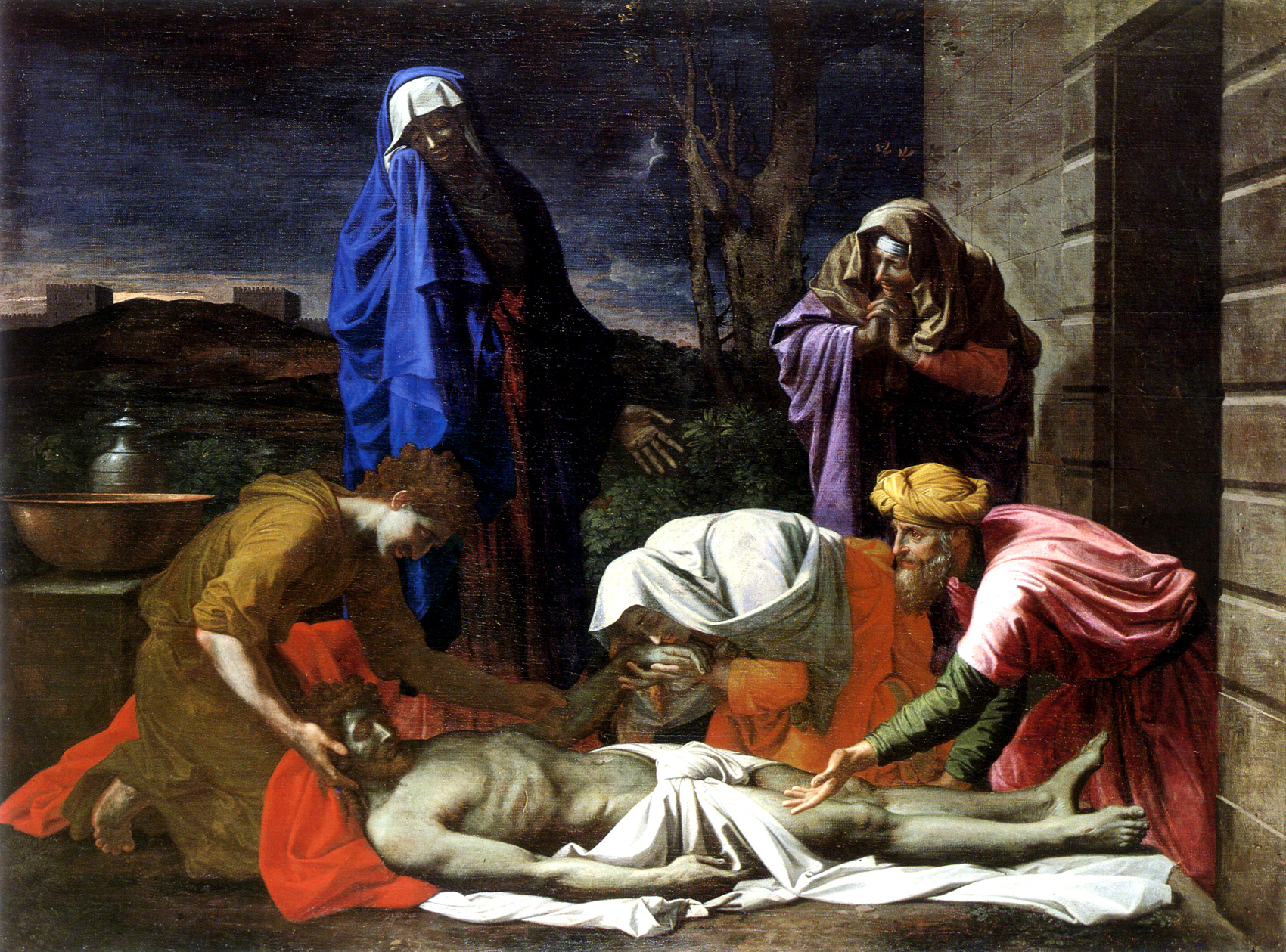
Nicolas Poussin, Opłakiwanie zmarłego Chrystusa, ok. 1657–1658

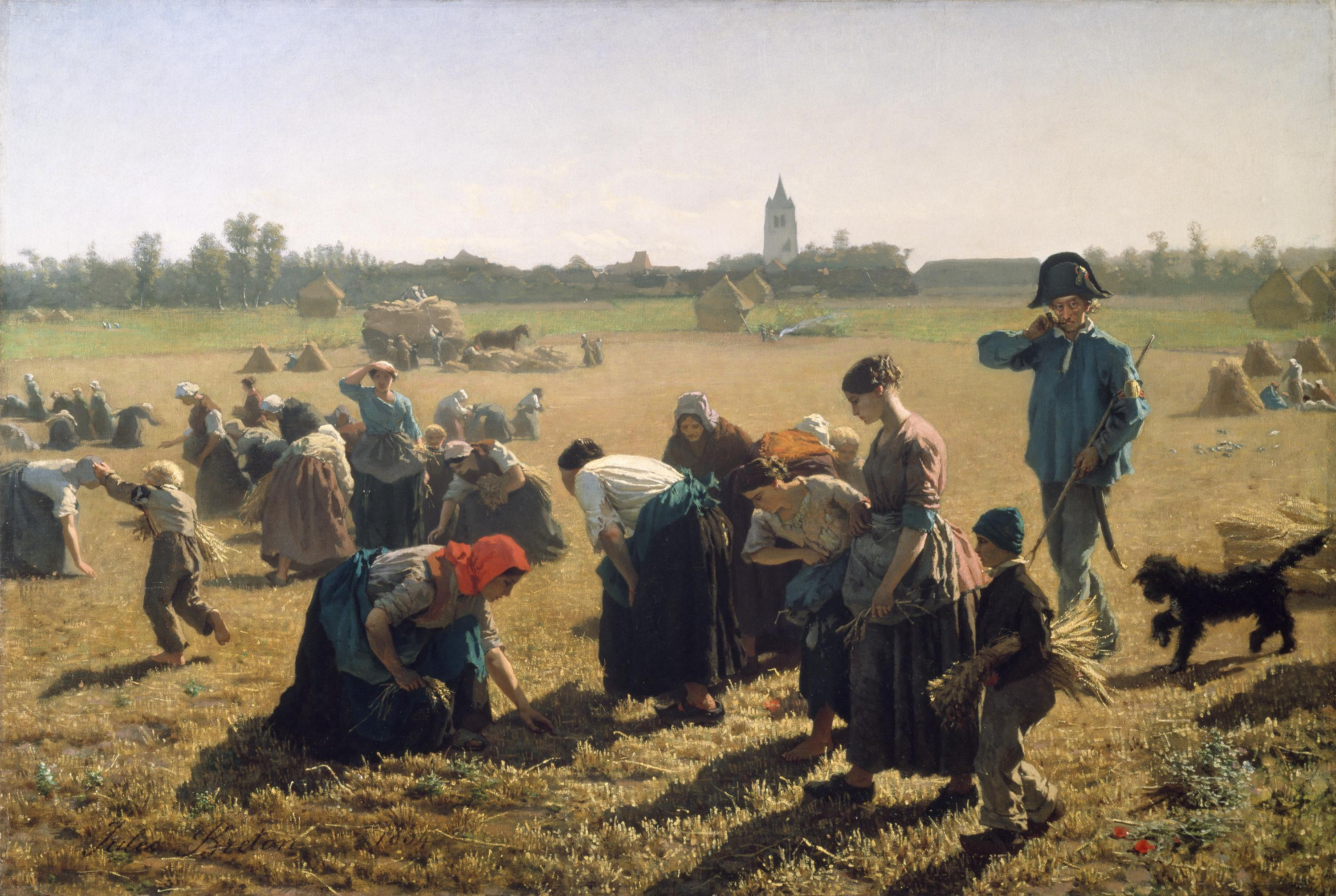
Jules Breton, Żniwiarze, 1854

Wśród najstarszych dzieł uwagę zwraca XV-wieczne Zwiastowanie Jacques’a Yverni. Większość francuskich obrazów w kolekcji National Gallery pochodzi z XVII, XVIII i XIX w.
Przed utworzeniem Académie des beaux-arts w Paryżu w roku 1648, wielu francuskich malarzy wyjeżdżało do Włoch na studia lub do pracy. Niektórzy, jak Nicolas Poussin i Claude Lorrain, spędzili tam większość swojego twórczego czasu, inni, jak Simon Vouet, zatrzymali się tam na pewien okres, tworząc pod wpływem Caravaggia. W zbiorach galerii znajdują się obrazy Lorraine’a, Voueta, jak również 4 płótna Poussina o treści religijnej i mitologicznej, w tym Opłakiwanie zmarłego Chrystusa. Epokę rokoka reprezentują obrazy Jeana Chardina, Nicolasa Lancreta, François Bouchera i Jean-Honoré Fragonarda, natomiast klasycyzm – François Gérard (Portret Julii Bonaparte jako królowej Hiszpanii) i Jacques-Louis David (Pogrzeb Patroklosa).
W pracach artystów XIX-wiecznych, jak Jean-Léon Gérôme, Gustave Guillaumet i Eugène Fromentin pojawiają się tematy orientalne, inspiracje kolonialne (podbój Afryki Północnej przez Francuzów) oraz batalistyczne i wojskowe, jak Grupa kawalerzystów na śniegu Jana Chełmińskiego.
Galeria posiada dużą kolekcję pejzaży malarzy szkoły z Barbizon, w tym Jean-François Milleta i Constanta Troyon, obrazy o treści historycznej pędzla Jean-Louis-Ernesta Meissoniera i 2 obrazy Jules’a Bretona, w tym Żniwiarze z 1854.
Okres impresjonizmu reprezentują płótna Claude’a Moneta (Zalew w Argenteuil z pojedynczą żaglówką), Pierre-Auguste’a Renoira, Camille’a Pissarro, Berthe Morisot i Evy Gonzalès. Malarstwo przełomu XIX i XX w. to m.in. obraz Kobieta na tarasie (1898) Paula Signaca i 3 obrazy Pierre’a Bonnarda: Chłopiec jedzący wiśnie (1895), Akt przed lustrem (1915) i Śniadanie (1923).

### Malarstwo hiszpańskie

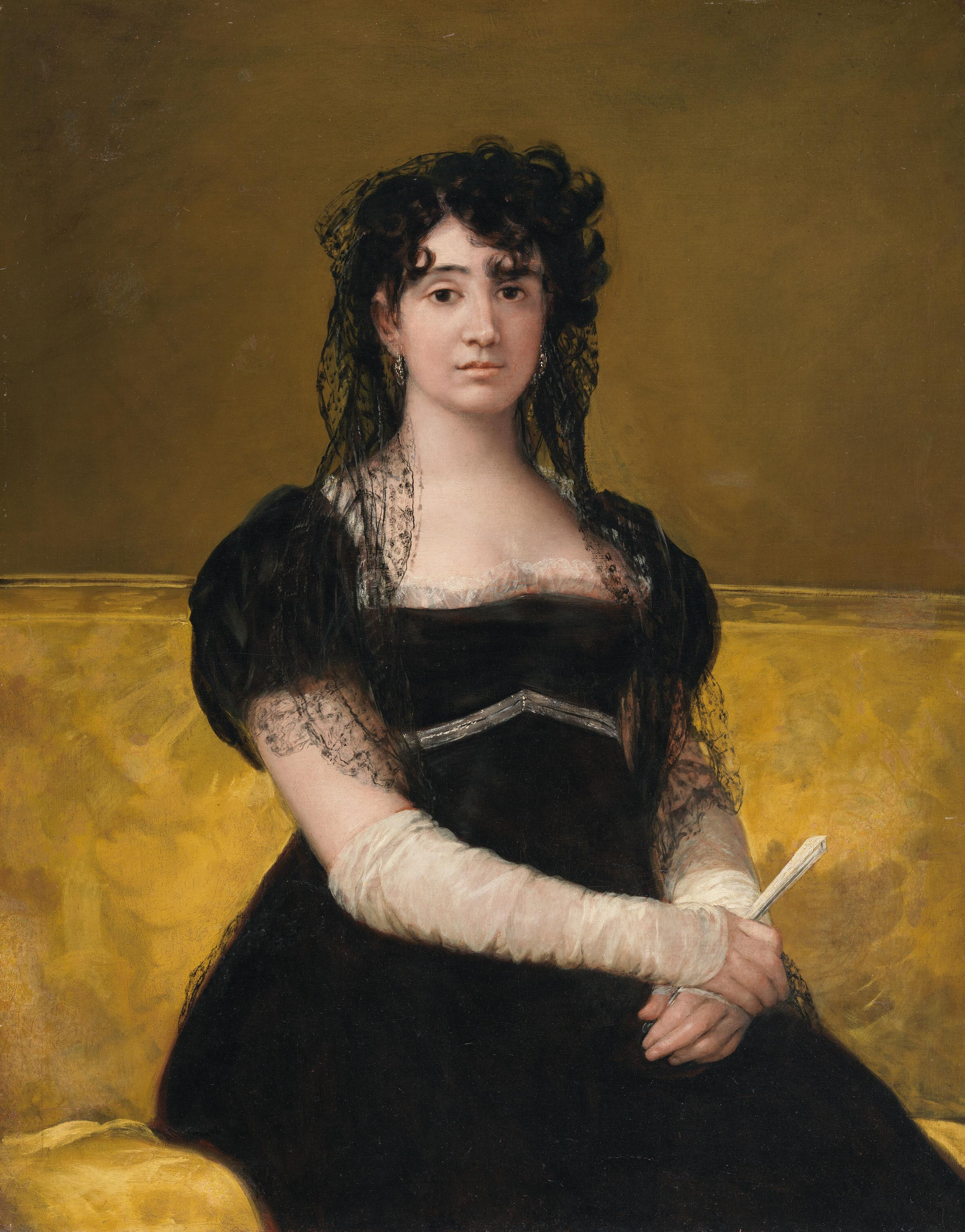
Francisco Goya, Portret Doñi Antonii Zárate, ok. 1805

Kolekcja malarstwa hiszpańskiego obejmuje pięć stuleci. Najwcześniejsze dzieło to obraz tablicowy Nicolása Francésa z poł. XV w. Wiek XVI reprezentują malowidła Juana Fernándeza de Navarrete, Luisa de Moralesa i El Greca z Toledo. Spośród obrazów tego ostatniego uwagę zwraca wyjątkowo dramatyczny obraz Św. Franciszek przyjmujący stygmaty (ok. 1595).
Bogato reprezentowany jest wiek XVII – złoty wiek malarstwa hiszpańskiego. Galeria ma duży zbiór obrazów twórców tamtego okresu: Bartolomé Estebana Murillo i Francisco de Zurbarána, którzy większość swego artystycznego życia spędzili w Sewilli. W Sewilli mieszkał też Diego Velázquez, zanim przeniósł się w 1623 do Madrytu, gdzie został mianowany malarzem królewskim. Wśród jego dzieł znajduje się wczesne płótno, Wieczerza w Emaus, stanowiące część darowizny Beita z 1987 roku. Kolejną grupę dzieł stanowią obrazy o tematyce religijnej pędzla Jusepe de Ribery, który swe dojrzałe życie spędził we Włoszech, gdzie malował pod wpływem Caravaggia. Bogactwa kolekcji dopełniają płótna Juana van der Hamen, Pedro Núñeza del Valle, José Antolineza, Juana Antonio Fríasa y Escalante i Juana Fernándeza (przydomek „El Labrador”), specjalizującego się w martwych naturach. W zbiorach National Gallery są też cztery obrazy Francisca Goi, w tym wytworny Portret Doñi Antonii Zárate.
Malarstwo XX w. reprezentują obrazy Pabla Picassa (Martwa natura z mandoliną, 1924) i Juana Grisa (Pierrot, 1921).

### Malarstwo holenderskie
XVII-wieczna północna Holandia po uzyskaniu niepodległości od Hiszpanii przeżywała okres dobrobytu gospodarczego. Rozkwitał handel, rozwijała się sztuka, na którą był popyt ze bogatych kupców pragnących ozdabiać swoje domy. W epoce, nazywanej dziś Złotym Wiekiem holenderskiego malarstwa, popularne były świeckie motywy: portrety, pejzaże, martwe natury i sceny z życia codziennego.
Działający w Amsterdamie Rembrandt był mistrzem portretu, podczas gdy w Haarlemie, dzięki Jacobowi van Ruisdaelowi, rozkwitało malarstwo pejzażowe. Działający w Kampen Hendrick Avercamp specjalizował się w pejzażach zimowych, a mieszkający w Dortrechcie Aelbert Cuyp tworzył słoneczne widoki, pełne ludzi i zwierząt. Było też duże zapotrzebowanie na sceny z udziałem niższych klas społecznych, które często zawierały moralne przesłanie, jak w obrazach Jana Steena. Wśród wielu kolekcjonerów popularne były również eleganckie wnętrza obrazujące życie wyższych sfer. W tego typu przedstawieniach wyspecjalizowali się Jan Vermeer z Delftu i Gabriël Metsu z Amsterdamu.
National Gallery posiada wyjątkową kolekcję XVII-wiecznego malarstwa holenderskiego.
Do głównych atrakcji należą tu takie obrazy jak:

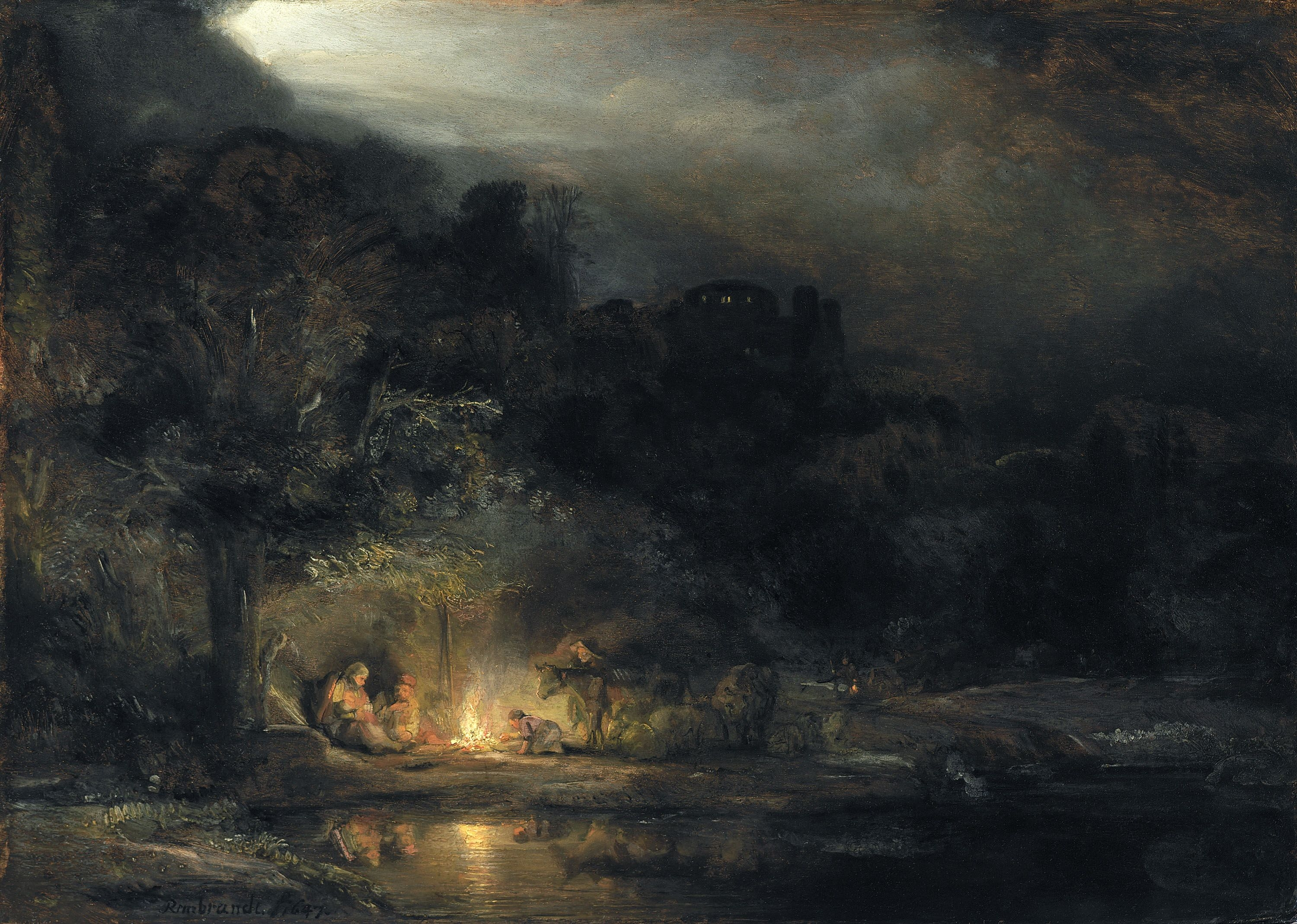
Rembrandt, Odpoczynek w czasie ucieczki do Egiptu, 1647

- Odpoczynek w czasie ucieczki do Egiptu Rembrandta, przedstawiający popularny od czasów średniowiecza motyw biblijny – ucieczkę Świętej Rodziny do Egiptu przed rzezią niewiniątek zarządzoną przez króla Heroda w Betlejem. Sam motyw zajmuje jednak niewiele miejsca na obrazie. Artysta skupił się bardziej na hipnotyzującej atmosferze pagórkowatego krajobrazu w czasie nocy, oświetlonego z wielu stron. Dlatego obraz jest zwykle zaliczany do dziewięciu pejzaży namalowanych Rembrandta będąc zarazem wśród nich jedynym pejzażem nocnym. Rembrandt, uważany za najbardziej utalentowanego artystę holenderskiego, był również jednym z najbardziej wszechstronnych – uprawiał z równym powodzeniem malarstwo, rysunek i akwafortę[15].
- Pisząca list Jana Vermeera,
- dyptyk Mężczyzna piszący list i Kobieta czytająca list Gabriëla Metsu,
- Zamek w Bentheim Jacoba van Ruisdaela,
- Muzyczne przyjęcie Gerrita van Honthorsta,
- Józef sprzedający zboże w Egipcie Pietera Lastmana,
- Pejzaż z drzewami – ścieżka na grobli Meinderta Hobbemy[14].

### Malarstwo niderlandzkie i flamandzkie

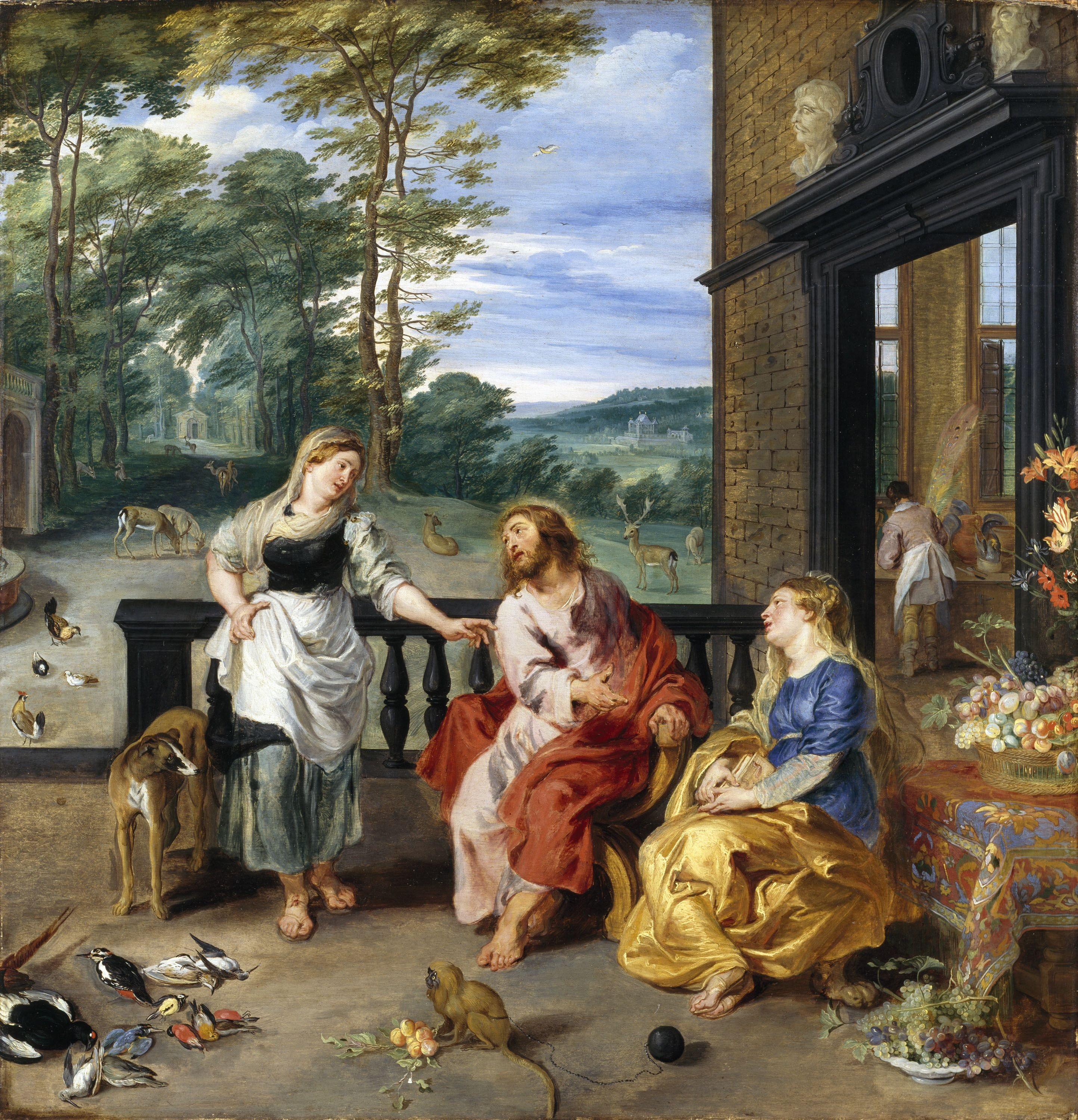
Jan Brueghel (młodszy) i Rubens, Chrystus w domu Marty i Marii, 1628

Kolekcja wczesnego malarstwa niderlandzkiego zawiera obrazy tablicowe takich twórców jak Gerard David i Adriaen Ysenbrandt. Charakterystyczną sztukę Niderlandów południowych reprezentują obrazy o treści religijnej, mitologicznej oraz portrety pędzla takich mistrzów jak: Peter Paul Rubens, Jacob Jordaens i Antoon van Dyck oraz prace wspólne Davida Teniersa II i Lucasa van Udena i Jana Brueghla (młodszego) i Rubensa.
Przykładem twórczości wspólnej jest obraz Chrystus w domu Marty i Marii, przypisywany Janowi Brueghlowi młodszemu i Rubensowi – scena tradycyjnie przedstawiana we wnętrzu, tu przeniesiona na zewnątrz i ukazana na tle arystokratycznej willi i krajobrazu. W oddali po prawej stronie widoczna jest Château de Mariemont, letnia rezydencja hiszpańskich regentów Albrechta i Izabeli, u których zarówno Rubens, jak i ojciec Brueghla byli malarzami nadwornymi.

### Malarstwo niemieckie
Na kolekcję malarstwa niemieckiego składają się obrazy tablicowe z XVI w.: portrety pędzla takich twórców jak: Wolf Huber, Conrad Faber von Kreuznach, Bernhard Strigel i Georg Pencz oraz obrazy religijne uczniów Lucasa Cranacha starszego, jednego głównych przedstawicieli niemieckiego Odrodzenia. Malarstwo XVIII w. reprezentuje Anton Raphael Mengs a wiek XX – malarze ekspresjonistyczni: Emil Nolde, Max Pechstein i Gabriele Münter.

### Malarstwo włoskie

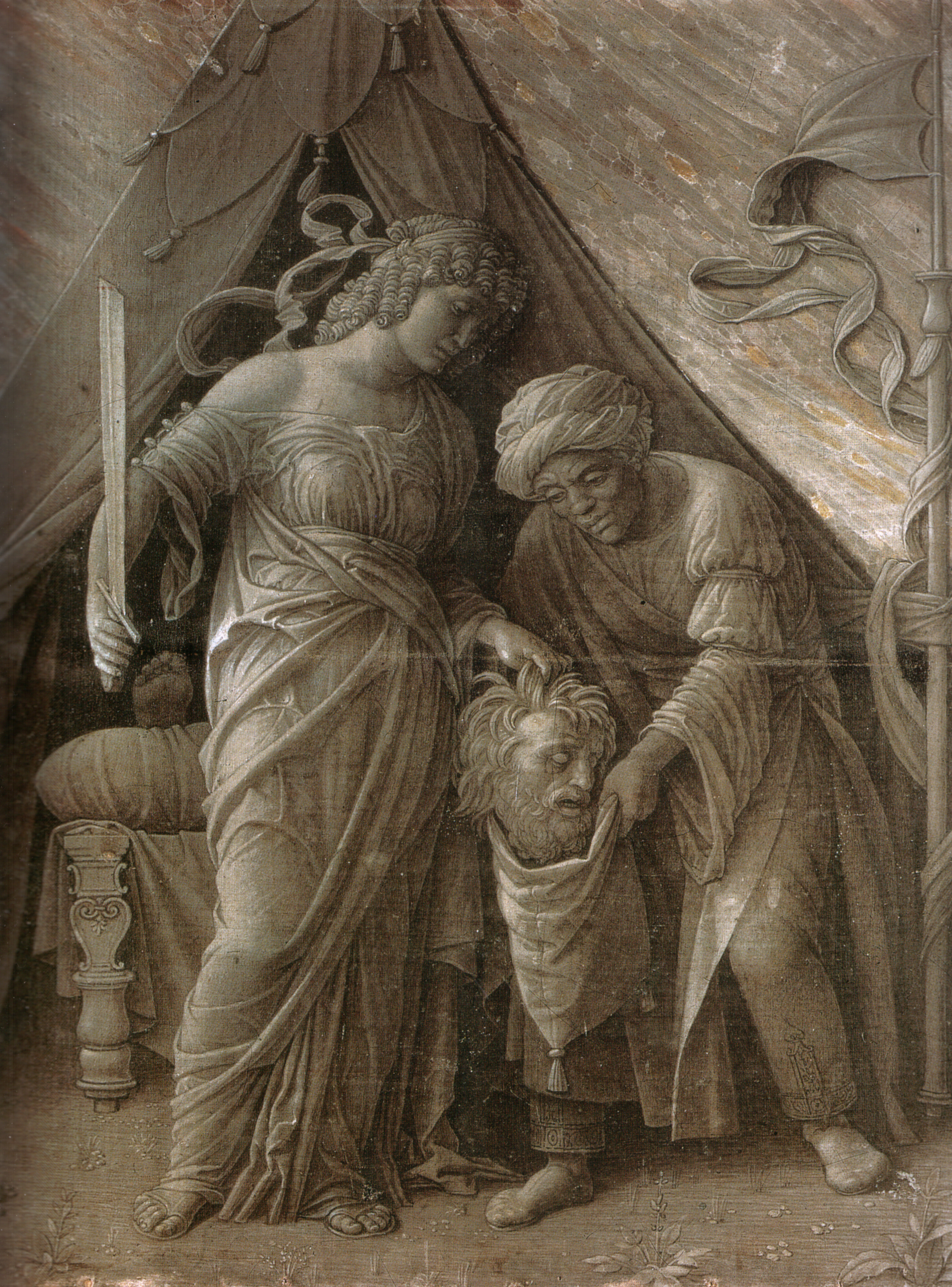
Andrea Mantegna, Judyta z glową Holofernesa, ok. 1495

Dzięki zakupom i darowiznom w galerii zgromadzono pokaźną kolekcję malarstwa włoskiego, eksponowaną w 7 salach wystawowych. Kolekcja ta składa się z dzieł pochodzących z okresu od wczesnego renesansu poprzez barok do klasycyzmu.
Wśród najważniejszych dzieł wczesnego renesansu znajdują się obrazy o tematyce religijnej pędzla takich twórców jak: Paolo Uccello, Fra Angelico, Filippino Lippi i Andrea Mantegna; u tego ostatniego na uwagę zasługuje obraz Judyta z głową Holofernesa, wykonany techniką grisaille, dającą efekt stiuku.

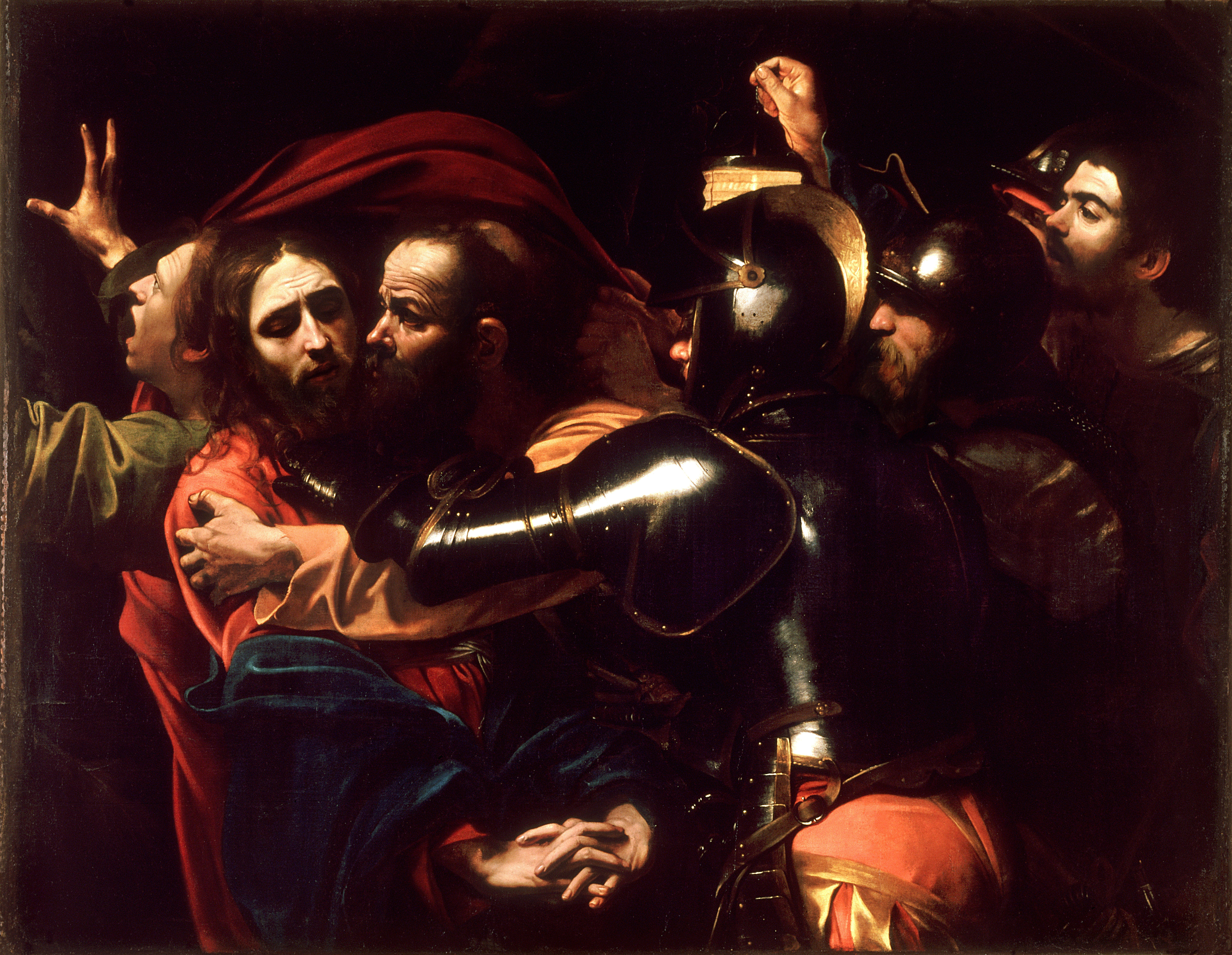
Caravaggio, Pojmanie Chrystusa, ok. 1602

Renesans reprezentowany jest poprzez płótna malarzy weneckich: Tycjana, Tintoretta i Veronese. Zbiory tego okresu uzupełniają portrety pędzla Sebastiano del Piombo, Giovanniego Battisty Moroniego i Lavinii Fontany.
Najważniejszym dziełem w kolekcji włoskiej jest jednak obraz Pojmanie Chrystusa Caravaggia, namalowany w Rzymie w 1602, przypisywany później błędnie Gerritowi van Honthorstowi, holenderskiemu malarzowi tworzącemu pod wpływem Caravaggia. Obraz wielokrotnie zmieniał właścicieli, aż znalazł się w domu jezuitów w Dublinie, gdzie pozostawał do roku 1990. Tam został przypadkowo odkryty i zidentyfikowany jako oryginalne dzieło Caravaggia. Został przekazany przez jezuitów do National Gallery na zasadzie bezterminowego wypożyczenia i po raz pierwszy pokazany publicznie w 1993. Kolekcję obrazów z tego okresu dopełniają obrazy kontynuatorów i naśladowców Caravaggia takich, jak: Orazio Gentileschi i Mattia Preti, a także dzieła Guercino, Guido Reniego i Domenichino.
Malarstwo XVIII-wieczne reprezentują wedutowe płótna Bernarda Bellotta, Canaletta i Panniniego oraz portrety namalowane przez Pompeo Batoniego na zlecenie irlandzkich i brytyjskich arystokratów podróżujących do Włoch.

### Rysunek i grafika
Na obszerną kolekcję grafik, rysunków i innych prac na papierze składają się szkice, studia przygotowawcze do obrazów, akwarele przedstawiające pejzaże, portrety oraz rysunki architektoniczne i topograficzne. Najważniejsze dzieła to rysunki Starych Mistrzów, przedstawicieli szkół włoskich, francuskich, holenderskich i flamandzkich (Antonio Pollaiuolo, Francesco Primaticcio, François Boucher, Jean Antoine Watteau, Willem van de Velde (młodszy) i Jacob Jordaens).
Szczególnie bogaty jest zbiór akwarel i rysunków XVIII i XIX-wiecznych artystów brytyjskich (John Robert Cozens, Thomas Gainsborough i Frederic Leighton), w tym wyjątkowa kolekcja 31 akwarel Williama Turnera, podarowana National Gallery w roku 1900 przez angielskiego kolekcjonera Henry Vaughana i eksponowana corocznie wyłącznie w styczniu, zgodnie z testamentem ofiarodawcy.
Najstarsze rysunki topograficzne to zestaw 19 widoków Irlandii wykonanych piórem i atramentem w latach 1698–1699 przez angielskiego rysownika Francisa Place’a. James Malton wykonał serię widoków ulic XVIII-wiecznego jako wstęp do wydawnictwa Picturesque and Descriptive Views of the City of Dublin (1792–1799). Kolejna grupa prac to portfolio ponad 40 topograficznych widoków zachodniej Irlandii, naszkicowanych w 1838 roku przez Williama Evansa z Eton, przedstawiających nie tylko dramatyczny krajobraz, ale i ciężkie życie ubogiej ludności przed nastaniem Wielkiego Głodu.
Obszerny zbiór akwarel i rysunków artystów irlandzkich ukazuje rozwój tych gatunków na przestrzeni od XVII w. aż do połowy XX w. Ważnym wydarzeniem w tym względzie było założenie w poł. XVIII w. szkoły Dublin Society’s Drawing Schools, która umożliwiła młodym artystom dostęp do formalnego wykształcenia w dziedzinie sztuk graficznych. Jednym z najbardziej znanych absolwentów szkoły był Hugh Douglas Hamilton, znany w Europie końca XVIII w. ze swych pastelowych portretów. W tym samym okresie artyści irlandzcy zaznaczyli również swą obecność w technice mezzotinty; wyróżnił się tu szczególnie James MacArdell sporządzający graficzne kopie arcydzieł Reynoldsa i innych znanych portrecistów. Do znaczących osiągnięć w dziedzinie grafiki należy też twórczość takich artystów jak James Barry i Thomas Frye.
Okres romantyzmu reprezentują krajobrazowe akwarele George’a Petrie i portrety Frederica William Burtona. Inni irlandzcy artyści, których prace znajdują się w tym dziale to m.in.: Daniel Maclise, Walter Osborne, William Orpen, Margaret Clarke, Evie Hone, Flora Mitchell, Paul Henry i Harry Clarke (11 ilustracji do baśni Hansa Christiana Andersena wydanych w 1916 w Londynie przez Harrap’s).
Bogactwa kolekcji dopełniają dwie sugestywne akwarele James McNeilla Whistlera w oryginalnych pozłacanych ramkach, prace Johna Singera Sargenta i dzieła awangardowych artystów europejskich, takich jak Paul Cézanne, Pablo Picasso, Amedeo Modigliani, Emil Nolde i Paul Klee.

### Rzeźba

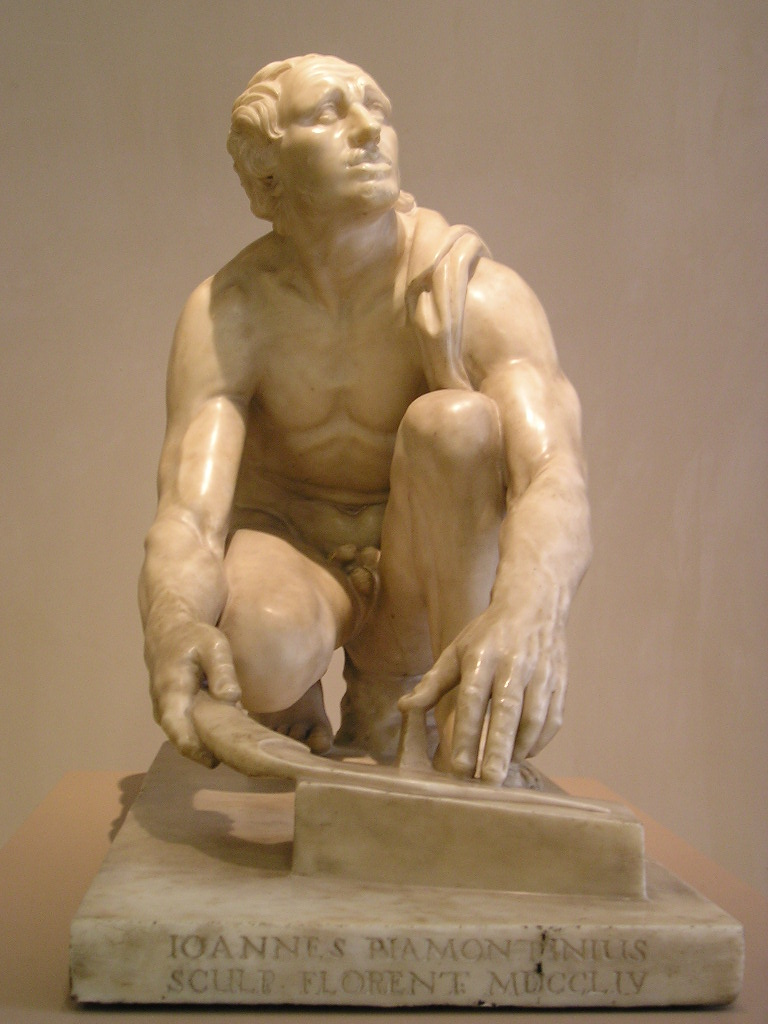
Giovanni Battista Piamontini, Arrotino, 1754

Większa część kolekcji rzeźby europejskiej pochodzi z okresu od XVII do XX w.
Zbiór zawiera wiele XVIII-wiecznych kopii rzeźb antycznych, głównie marmurowych, dłuta takich artystów jak Giovanni Battista Piamontini i Bartolomeo Cavaceppi. Wpływ rzeźby klasycznej jest widoczny jest też w czterech figurach Herkulesa wykonanych według Giambologni i późnym XVIII-wiecznego posągu Adonisa dłuta François-Marie Poncet. Do arcydzieł kolekcji należy Amorino Antonio Canovy, neoklasyczny posąg z marmuru, wykonany w 1789 na zamówienie Davida La Touche.
Szereg rzeźb zakupiono do National Gallery z funduszy Shaw Fund: portret barokowy dłuta François Duquesnoy, rzeźbę mitologiczną z piaskowca dłuta Adama Ferdinanda Dietza, figurę proroka Eliasza przypisywaną Juanowi Alonso Villabrille y Ron i marmurową Eurydykę wyrzeźbioną w marmurze przez Lawrence’a MacDonalda. Wśród eksponatów rzeźby XIX-wiecznej są też dwa dzieła z brązu autorstwa Auguste’a Rodina i Jules’a Dalou, podarowane Galerii przez jej byłego dyrektora, Hugh Lane’a,.
Galeria posiada dużą ilość rzeźb artystów irlandzkich (Patrick Cunningham, Jerome Connor, John Henry Foley, Christopher Hewetson, John Hogan, Oisín Kelly, Thomas Kirk, Christopher Moore, Albert Power, Oliver Sheppard, Peter Turnerelli).
Na dziedzińcu Galerii znajduje się monumentalny posąg Williama Dargana wykonany w 1864 z brązu przez Thomasa Farrella.

### National Portrait Collection
Początek zbiorów National Portrait Collection datuje się na rok 1875. Pierwotnie składały się one z druków i grafik, których znacząca ilość została zakupiona w roku 1887 ze zbiorów Chaloner Smith Collection. Przez kolejne lata kolekcję wzbogaciły obrazy, rysunki, akwarele i rzeźby przedstawiające wybitnych Irlandczyków, którzy przyczynili się do społecznego i kulturalnego rozwoju swojego narodu.
Po 1998 roku w kolekcji znalazły się portrety wykonane przez artystów współczesnych. Spośród nich wyróżniają się: Mary i Nicholas Robinson Marka Shieldsa, Ronnie Delaney Jamesa Hanleya, Bono Louisa le Brocquy i Maeve Binchy Maeve McCarthy.

### Yeats Collection
W zbiorach Yeats Collection znajdują się prace i materiały związane z artystą Jackiem Butlerem Yeatsem i członkami jego rodziny: ojcem Johnem Butlerem Yeatsem, siostrami Elizabeth Corbet Yeats i Susan Mary Yeats i bratanicą Anne Butler Yeats, która w 1996 przekazała National Gallery w darze archiwum rodzinne Yeats Archive, obejmujące materiały, publikacje, fotografie rodzinne, obrazy, szkice (ok. 10 000), szkicowniki (204), listy napisane i otrzymane przez Jacka Butlera Yeatsa (m.in. od Samuela Becketta i Oskara Kokoschki) oraz 400 książek wybranych z jego biblioteki liczącej 2000 pozycji.